# Hébuterne
Hébuterne [ébytern] je francouzská obec v departementu Pas-de-Calais v regionu Hauts-de-France. V roce 2014 zde žilo 518 obyvatel.

## Poloha obce
Obec leží u hranic departementu Pas-de-Calais s departementem Somme.
Sousední obce jsou: Auchonvillers (Somme), Beaumont-Hamel (Somme), Bucquoy, Colincamps (Somme), Foncquevillers, Gommecourt, Mailly-Maillet (Somme), Puisieux a Sailly-au-Bois.

## Vývoj počtu obyvatel
Počet obyvatel